# Baghelkhand
Bagelkhand (hindi: बघेलखंड, urdu بگھیل کھنڈ) o Baghelkhand, és una regió a l'Índia central, en el nord-est de l'estat de Madhya Pradesh. Inclou els districtes d'Anuppur, Rewa, Satna, Shadol, Sidhi, i Umaria.
Físicament està separat en dues parts per la serralada de Kaimur que parteix el territori del sud-oest al nord-est.
Baghelkhand és un territori que fou estructurat com a entitat administrativa sota protectorat britànic. Estava ocupat per diversos estats tributaris protegits que formaven l'agència de Baghelkhand, sota govern del superintendent de l'agent del governador general per l'Índia Central i un agent polític que era al mateix temps superintendent de l'estat de Rewa i residia habitualment a Satna o Rewa (ciutat).
Els rajputs de Baghela que van donar el seu nom a la regió, eren una branca dels rajputs de Solanki, que van governar un cop a Gujarat i emigraren cap a l'est en el segle xiii. Vyaghra Dev fou el primer governant Solanki que va arribar a la zona des de Gujarat i establé i el seu govern. Vyaghra és un mot sànscrit que significa Bagh en hindi. Els descendents de Vyaghra Dev són coneguts com a Baghels.
El nom es va generalitzar en els segles xvii i xviii; els musulmans donaven a la regió el nom de Ghora o Bhatghora i abans dels musulmans era conegut com a Dahala (en general) i Chedi (part sud). El monument més antic és del segle iii, un stupa anomenada Bharhut; també hi ha temples i coves excavades dels segles iv i v i posteriors. La regió fou dominada pels guptes (gupta) de Magadha amb caps feudataris de la família Uchhakalpa i els rages Parivrajaka de Kho. Al segle vi els Kalachuris de Mahishmati van esdevenir la casta dirigent; el rei Mangalisa dels Badami va derrotar a Buddha Varman Kalachuri de Chedi; els chaidyes eren al mateix període una important tribu del centre de l'Índia. Al final del segle VII els kalachuris es van imposar a tot el territori i li van donar el nom de Chedidesa (país dels Chedi) amb centre a Kalinjar i títol de Kalanjaradhishwara (senyors de Kalinjar). Al mateix temps el chandelles arribaven al poder al Bundelkhand, els paramares a Malwa, els rashtrakutes a Kanauj i els chalukyes al Gujarat. Els kalachuris van patir la seva primera gran derrota a mans del chandella Yasovarmma (925-55), que va ocupar Kalinjar i la rodalia i van assolir el títol de senyors de Kalinjar; els kalachuri no obstant van conservar part del país fins al segle xii quan foren eliminats pels musulmans; el país va passar als bhars, chauhans, sengars, gonds, i altres clans; encara que es diu que els bagheles van arribar al segle xiii potser cal retardar-ho al segle xiv, probablement després de la destrucció del seu regne a Gujarat a mans d'Ulugh Khan, el 1296. La història posterior és gairebé la del principat de Rewa.
La població és principalment tribal destacant els gonds i els kols.
L'agència fou creada el 1871. Vegeu agència de Bagelkhand.